# Hot Legs
Hot Legs is een single van Rod Stewart. Het is afkomstig van zijn album Foot Loose & Fancy Free. Het nummer is geschreven door Rod Stewart zelf. Het is onduidelijk aan wie die Hot Legs (mooie benen) toebehoren. Stewart was, zeker in de jaren 70, beroemd vanwege zijn verhoudingen met vrouwen. In 1978 was zijn relatie met Britt Ekland beëindigd en zijn relatie met Alana Hamilton nog niet (officieel) begonnen. De tekst verwijst echter naar een vrouw die veel jonger is dan Stewart, ze mag immers haar moeder meebrengen ("bring your mother too").
B-kant I Was Only Joking is geschreven door Rod Stewart samen met zijn gitarist Gary Grainger. Sommige labels van singles en elpees vermeldden Grainger ook als coauteur van Hot Legs.
Tom Jones en Tina Turner zongen het samen en Jon Bon Jovi heeft het nummer gezongen tijdens optredens.

## Hitnotering
Hot Legs haalde de 28e plaats in de Billboard Hot 100. In het Verenigd Koninkrijk haalde het plaatje de 5e plaats als dubbele A-kant met I was only joking (8 weken notering).

### Nederlandse Top 40
| Positie: | 28 | 20 | 16 | 14 | 16 | 25 | 29 | uit |

### NederlandseDaverende 30
| Positie: | 24 | 18 | 18 | 26 | uit |

### BelgischeBRT Top 30
| Positie: | 24 | 20 | 14 | 30 | uit |

### VlaamseUltratop 30
| Positie: | 23 | 22 | uit |

### NPO Radio 2 Top 2000
Hot Legs stond alleen in 2003 in de NPO Radio 2 Top 2000, op plek 1874.